# Coward (Caroline du Sud)
Pour les articles homonymes, voir Coward (homonymie).
Coward est une ville située dans le comté de Florence, dans l’État de Caroline du Sud, aux États-Unis. Lors du recensement de 2020, elle comptait 748 habitants.